# Arnulf Jentzen
Arnulf Jentzen (né en novembre 1983) est un mathématicien allemand et professeur d'université à l'université de Münster.   

## Biographie
Jentzen étudie les mathématiques à partir de 2004 à l'université Johann Wolfgang Goethe de Francfort-sur-le-Main ; il obtient un diplôme en 2007 et un doctorat en 2009 sous la direction de Peter Kloeden (titre de sa thèse : Taylor approximations for stochastic evolution equations). Par la suite, il est conseiller académique temporaire (Akademischer Rat auf Zeit) à l'université de Bielefeld ; en 2011/12, il bénéficié d'une bourse de recherche de la Fondation allemande pour la recherche pour un séjour à l'université de Princeton. En 2012, il devient professeur adjoint à l'École polytechnique fédérale de Zurich. En 2019, il est nommé professeur à l'université de Münster. Il est membre du Cluster of Excellence « Mathematics Münster » de l'université.

## Recherche
Il travaille dans le domaine de l'apprentissage profond (deep learning) avec application à l'approximation numérique des équations aux dérivées partielles stochastiques et de grande dimension (et notamment le traitement du problème du « fléau de la dimension » par des algorithmes d'approximation stochastique) ainsi que sur des questions de régularité dans les équations aux dérivées partielles. Les principaux thèmes de recherche sont les algorithmes d'approximation pour l'apprentissage machine, la stochastique informatique, l'analyse numérique pour les équations aux dérivées partielles à haute dimension, l'analyse stochastique et la finance informatique. Il s'intéresse particulièrement aux algorithmes basés sur l'apprentissage profond pour les problèmes d'approximation à haute dimension et les différents types d'équations différentielles.
Arnulf Jentzen est membre des comités de rédaction des revues Annals of Applied Probability, Communications in Mathematical Sciences, Journal of Complexity, Journal of Mathematical Analysis and Applications, SIAM Journal on Numerical Analysis et SIAM Journal on Scientific Computing. 

## Prix
En 2020, Jentzen est lauréat du prix Felix-Klein. 

## Publications (sélection)
- avec Martin Hairer et Martin Hutzenthaler, « Loss of regularity for Kolmogorov equations », Annals of Probability, vol. 43,‎ 2015, p. 468–527 (arXiv 1209.6035)
- avec Peter Kloeden, « Overcoming the order barrier in the numerical approximation of stochastic partial differential equations with additive space–time noise », Proceedings of the Royal Society A, vol. 465,‎ 2009, p. 649–667
- avec Peter Kloeden, « Taylor expansions of solutions of stochastic partial differential equations with additive noise », Annals of Probability, vol. 38,‎ 2010, p. 532–569 (arXiv 1010.0161)
- avec Peter Kloeden et Georg Winkel, « Efficient simulation of nonlinear parabolic SPDEs with additive noise », Annals of Applied Probability, vol. 21,‎ 2011, p. 908–950 (arXiv 1210.8320)
- avec Martin Hutzenthaler et Peter Kloeden, « Strong and weak divergence in finite time of Euler's method for stochastic differential equations with non-globally Lipschitz continuous coefficients », Proceedings of the Royal Society A, vol. 467,‎ 2011, p. 1563–1576 (arXiv 0905.0273)
- avec Martin Hutzenthaler et Peter Kloeden, « Strong convergence of an explicit numerical method for SDEs with nonglobally Lipschitz continuous coefficients », Annals of Applied Probability, vol. 22,‎ 2012, p. 1611–1641 (arXiv 1010.3756)
- avec Martin Hutzenthaler, « Numerical approximations of stochastic differential equations with non-globally Lipschitz continuous coefficients », Memoirs of the American Mathematical Society, vol. 236,‎ 2015 (arXiv 1203.5809)
- avec Weinan E et Jiequn Han, « Deep learning-based numerical methods for high-dimensional parabolic partial differential equations and backward stochastic differential equations », Communications in Mathematics and Statistics,‎ 2017 (arXiv 1706.04702)
- avec Weinan E et Jiequn Han, « Solving high-dimensional partial differential equations using deep learning », Proc. Nat. Acad. Sciences, vol. 115,‎ 2018, p. 8505–8510 (arXiv 1707.0256)
- avec Christian Beck, Sebastian Becker, Philipp Grohs et Nor Jaafari, « Solving stochastic differential equations and Kolmogorov equations by means of deep learning », Soumis,‎ 2018 (arXiv 1806.0042)